# Łąka Dymerska
Łąka Dymerska (deutsch Dimmernwiese) ist ein kleines Dorf in der polnischen Woiwodschaft Ermland-Masuren. Es gehört zur Stadt-und-Land-Gemeinde Biskupiec (Bischofsburg) im Powiat Olsztyński (Kreis Allenstein).

## Geographische Lage
Łąka Dymerska liegt in der Mitte der Woiwodschaft Ermland-Masuren, 24 Kilometer nördlich der einstigen Kreisstadt Ortelsburg (polnisch Szczytno) bzw. 35 Kilometer östlich der heutigen Kreismetropole Olsztyn (deutsch Allenstein).

## Geschichte
Dimmernwiese wurde als kleiner Hof im Jahre 1892 gegründet. Nachdem 1876 durch die Trockenlegung des Dimmernsees nahezu 2000 Morgen Wiesenland gewonnen werden konnten, wurde am 3. August 1892 auf den entwässerten Wiesen des Sees das „Administrationsetablissement Dimmernwiese“ neu geschaffen. Bis 1945 war der Ort ein Wohnplatz von Kobulten (polnisch Kobułty) im ostpreußischen Kreis Ortelsburg.
Aufgrund der Bestimmungen des Versailler Vertrags stimmte die Bevölkerung in den Volksabstimmungen in Ost- und Westpreussen am 11. Juli 1920 über die weitere staatliche Zugehörigkeit zu Ostpreußen (und damit zu Deutschland) oder den Anschluss an Polen ab. In Dimmernwiese stimmten 7 Einwohner für den Verbleib bei Ostpreußen, auf Polen entfielen keine Stimmen.
Mit dem gesamten südlichen Ostpreußen wurde Dimmernwiese 1945 in Kriegsfolge an Polen überstellt. Der kleine Ort erhielt die polnische Namensform „Łąka Dymerska“ und ist heute Sitz eines Schulzenamtes (polnisch Sołectwo) und somit eine Ortschaft im Verbund der Stadt- und Landgemeinde Biskupiec (Bischofsburg) im Powiat Olsztyński (Kreis Allenstein), bis 1998 der Woiwodschaft Olsztyn, seither der Woiwodschaft Ermland-Masuren zugehörig.

## Kirche
Bis 1945 war Dimmernwiese in die evangelische Kirche Kobulten in der Kirchenprovinz Ostpreußen der Kirche der Altpreußischen Union sowie in die katholische Kirche Kobulten im damaligen Bistum Ermland eingepfarrt. Heute gehört Łąka Dymerska katholischerseits weiterhin zu Kobułty, das jetzt zum Erzbistum Ermland gehört. Die evangelischen Einwohner sind jetzt zur Pfarrei Sorkwity (Sorquitten) ausgerichtet, die zur Diözese Masuren der Evangelisch-Augsburgischen Kirche in Polen gehört.

## Verkehr
Łąka Dymerska liegt an einer von Kobułty kommenden Nebenstraße. Eine Bahnanbindung besteht nicht.